# Andrés Gutiérrez de Cerezo
Andrés Gutiérrez de Cerezo O. S. A. (Cerezo de Río Tirón, Burgos,  1459 - Oña, 1503) fue un abad benedictino y humanista español.

## Biografía
Estudió humanidades en Salamanca con Antonio de Nebrija hacia 1479 y fue profesor de retórica en la misma universidad, donde siendo aún alumno, sustituyó a su maestro durante uno de sus viajes a Europa, a propuesta del mismo Nebrija. 
En 1485 ocupa el cargo de racionero de la catedral de Burgos y ejerce de maestro de la Escuela de Gramática del Cabildo. Se ha venido afirmando que en 1488 su tío Juan de Ortega, abad de la colegiata de Santander, le concede una canonjía en la misma, pero el dato es discutible, según Pérez Avellaneda. En 1490 o 1491 ingresa en el Monasterio de San Salvador de Oña y, seguramente gracias a su amistad con el obispo de Burgos Luis de Acuña, es elegido abad en 1495 o 1496. En realidad, el monasterio de Oña no se integró definitivamente en la reforma auspiciada por San Benito de Valladolid hasta 1506, pero desde 1450 se hallaba en su ámbito de influencia.

## Esplendor de San Salvador de Oña
Durante su gobierno, Andrés Gutiérrez continuó la labor de reforma y engrandecimiento del monasterio iniciada por su predecesor, Juan Manso. Unió su abadía a la congregación de San Benito de Valladolid, encomendó a Simón de Colonia la construcción del nuevo claustro y encargó nuevos retablos, la decoración de la sacristía y el nuevo batán. Prueba del prestigio del monasterio bajo su administración es que en él se alojaron los Reyes Católicos.

## Obra literaria

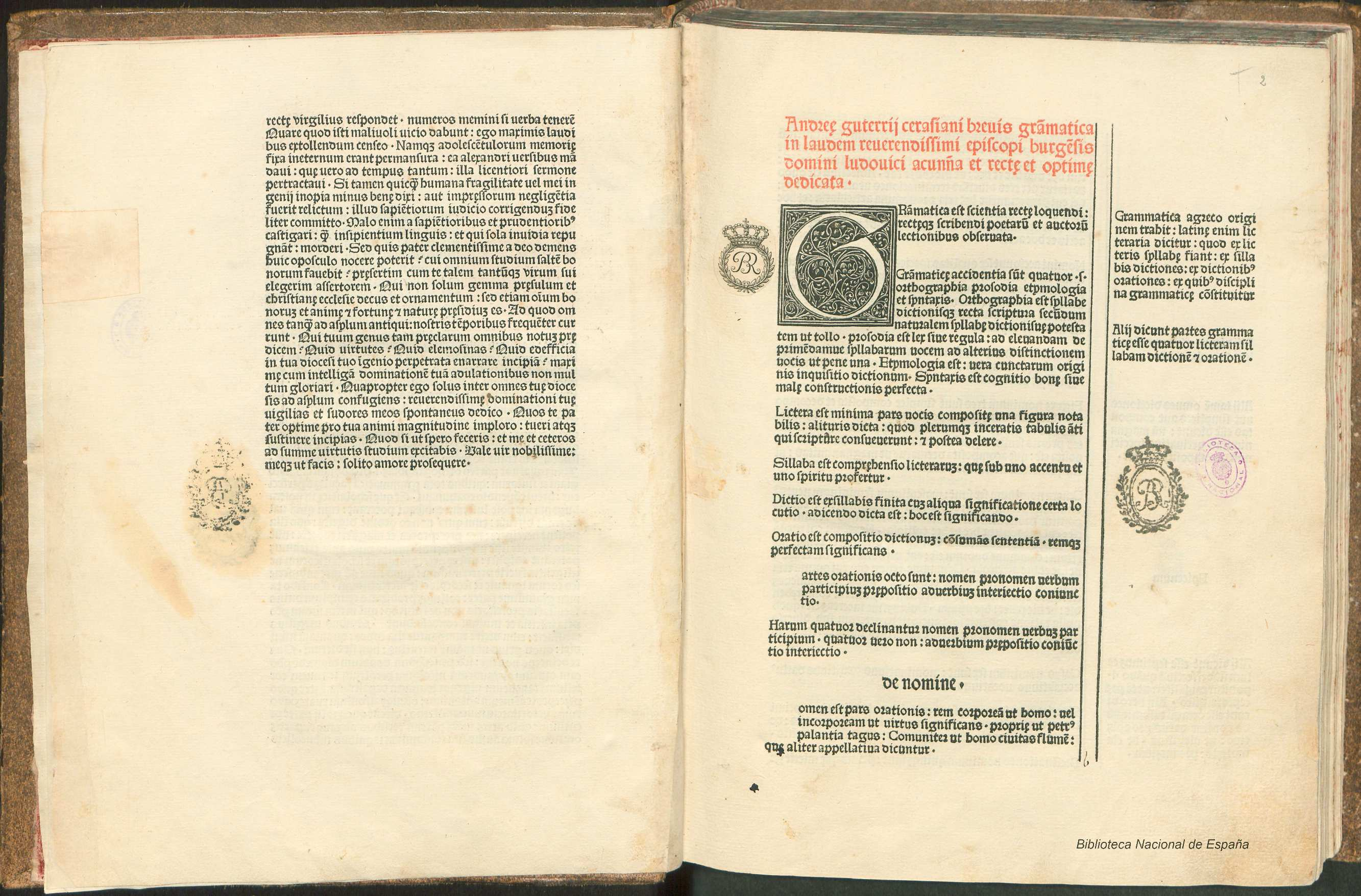
Ars Grammatica (1485), de Andrés Gutiérrez de Cerezo.

Andrés Gutiérrez compuso los epitafios que adornan los sepulcros reales de Oña. Escribió una Ars Grammatica, publicada en Burgos en 1485 por Fadrique de Basilea (fue el primer libro impreso en la ciudad, cuatrocientos ejemplares a sus expensas, y conoció dos ediciones incunables más en Burgos en 1491 y 1497). A petición del obispo Acuña redactó la Vida de San Vitores, sobre el supuesto mártir Víctor de Cerezo, con motivo de la traslación de sus restos; en esta obra se llama a sí mismo "bachiller Andrés Gutiérrez de Cerezo". También escribió en latín Floretum, Fabulae Esopi y Libros menores con los hymnos glosados et de nueuo corregidos, Logroño, Arnao Guillén de Brocar, 1506. La obra original de Gutiérrez ya se había estampado en Venecia, 23 de marzo de 1491, con el título de Libri minores. Se trata de una colección de textos bien conocidos en la época: los Dísticos de Catón, De contemptu mundi, las Fábulas de Esopo, un Floretus, y el Liber quinque clavium sapientiae. Los textos parecen haber sido tomados directamente de manuscritos, no de ediciones, y están algo deturpados. Esta obra pedagógica y moral de introducción a las letras latinas se inspiraba en los Auctores octo morales y alcanzó tan gran éxito editorial (20 ediciones en 62 años) que Dionisio Sedeño (Toledo, 1504) y el propio Nebrija (Logroño: Brocar, 1511, con una carta nuncupatoria muy quejumbrosa y despreciativa) intervinieron en algunas de las reediciones, mejorando el texto. De estas veinte, las tres últimas fueron impresas en 1534, 1545 y 1553.

## Ediciones
- Brevis grammatica in laudem reverendissimi episcopi burgensis domini Ludovici Acuña et rectæ et optimæ dedicata, Fredericus Burgis [Federico Biel, o Fadrique de Basilea], Burgos, 1485; ediciones posteriores, Burgos: Juan de Burgos, 1491 y Burgos: íd., 1497.
- Totius opusculi significationes uocabulorum secundum ordinem alphabeti digestae hae fere sunt. Burgos: Fredericus Burgis [Federico Biel, o Fadrique de Basilea], 1485; ediciones posteriores, Burgos: Juan de Burgos, 1491 y Burgos: íd., 1497.
- Libri minores. Introducción, edición crítica, traducción de Marco A. Gutiérrez. Salamanca: Ediciones Universidad de Salamanca, 2019.